# Natalija Rybakova
Natalija Alexandrovna Rybakova (Russisch: Наталия Александровна Рыбакова) (Petropavl, 24 juni 1981) is een schaatsster uit Kazachstan. Ze vertegenwoordigde haar vaderland op de Olympische Winterspelen 2006 in Turijn.

## Resultaten

### Olympische Winterspelen
| Jaar | Plaats | Resultaten |
| ---- | ------ | ---------- |
| 2006 | Turijn | 24e 3000 m |

### Wereldkampioenschappen
| Jaar                       | Plaats            | Resultaten                       |
| -------------------------- | ----------------- | -------------------------------- |
| 2007 Afstanden             | Salt Lake City    | 20e 3000 m                       |
| 2008 Afstanden 2008 Sprint | Nagano Heerenveen | 15e 1500 m 14e 3000 m 28e Sprint |

### Wereldbeker
| Seizoen   | 500 m | 1000 m | 1500 m | 3000 m & 5000 m |
| --------- | ----- | ------ | ------ | --------------- |
| 2006/2007 | -     | -      | -      | 41e             |
| 2007/2008 | 56e   | 31e    | 40e    | 53e             |
| 2008/2009 | -     | -      | 48e    | -               |

### Aziatische kampioenschappen
| Jaar | 1500 m | 3000 m | 5000 m |
| ---- | ------ | ------ | ------ |
| 2004 | -      | 10e    | 9e     |
| 2008 | 10e    | 9e     | 9e     |

### Kazachse kampioenschappen
| Jaar | 500 m | 1000 m | 1500 m | 3000 m | 5000 m | Sprint | Allround |
| ---- | ----- | ------ | ------ | ------ | ------ | ------ | -------- |
| 2002 | Brons | Brons  | Brons  | Brons  | Zilver | Goud   | Goud     |
| 2003 | -     | -      | Brons  | Zilver | Goud   | -      | -        |
| 2004 | -     | -      | -      | -      | -      | -      | Zilver   |
| 2005 | -     | Zilver | Goud   | Goud   | -      | -      | Goud     |
| 2008 | Goud  | Goud   | -      | -      | -      | -      | -        |
| 2011 | Brons | Zilver | Zilver | -      | -      | -      | -        |

## Persoonlijke records
| Afstand    | Tijd    | Datum            | Baan           |
| ---------- | ------- | ---------------- | -------------- |
| 100 meter  | 11,43   | 16 december 2007 | Erfurt         |
| 500 meter  | 39,80   | 22 januari 2010  | Calgary        |
| 1000 meter | 1.17,02 | 13 december 2009 | Salt Lake City |
| 1500 meter | 1.57,51 | 17 november 2007 | Calgary        |
| 3000 meter | 4.09,82 | 16 november 2007 | Calgary        |
| 5000 meter | 7.28,07 | 11 augustus 2007 | Calgary        |